# Miguel Vale de Almeida
Miguel Vale de Almeida (Lisboa, 2 de agosto de 1960) es un antropólogo, activista LGBT y profesor del Instituto Superior de Ciências do Trabalho e da Empresa (ISCTE) en Lisboa portugués.
Comenzó sus estudios en la facultad de Ciencias sociales y humanas de la Universidade Nova de Lisboa, donde consiguió el bachelor en Antropología. Continuó el máster (Mestrado) en la State University of New York (Binghamton, EE. UU.), consiguiendo el doctorado en Antropología social en 1994 en el Instituto Superior de Ciências do Trabalho e da Empresa, en Lisboa, donde consiguió un puesto en la docencia en el año 2000. A 2008 es redactor jefe de la revista Etnográfica y miembro del CEAS-ISCTE y el APA. Fue profesor invitado (Tinker Fellowship) del departamento de antropología y del centro de estudios latinoamericanos de la Universidad de Chicago en primavera de 2006.
Sus estudios se centran principalmente en los siguientes puntos:
- género, sexualidad, cuerpo
- raza, origen étnico, política étnica
- estudios postcoloniales, criollos
- Portugal, Brasil, diáspora africana